# David Kravish
Pour les articles homonymes, voir David.
David Jeffrey Kravish, né le 12 septembre 1992 à Joliet, en Illinois, est un joueur américano-bulgare de basket-ball évoluant au poste de pivot.

## Biographie

### Carrière universitaire
Entre 2011 et 2015, il joue pour les Golden Bears de la Californie à l'université de Californie à Berkeley.

### Carrière professionnelle

#### BC Nokia (2015-2016)
Le 25 juin 2015, automatiquement éligible à la draft 2015 de la NBA, il n'est pas sélectionné.
Durant l'été 2015, il participe à la NBA Summer League de Las Vegas avec les Warriors de Golden State.
Le 17 août 2015, il signe son premier contrat professionnel avec l'équipe finlandaise du BC Nokia (en).

#### Czarni Słupsk (2016-2017)
Le 3 août 2016, il signe avec l'équipe polonaise du Czarni Słupsk.

#### BC Tsmoki-Minsk (2017-2018)
Durant l'été 2017, il signe avec l'équipe biélorusse du BC Tsmoki-Minsk.

#### Avtodor Saratov (2018-2019)
Durant l'été 2018, il signe avec l'équipe russe de l'Avtodor Saratov.

#### Baxi Manresa (2019-2020)
Le 4 août 2019, il signe avec l'équipe espagnole du Baxi Manresa.

#### Brose Bamberg (2020-2021)
Le 4 août 2020, il signe avec l'équipe allemande du Brose Bamberg.

#### Galatasaray SK (2021-2022)
Le 16 juillet 2021, il signe avec l'équipe turque du Galatasaray SK.

#### Unicaja Málaga (depuis 2022)
Le 22 juin 2022, il signe avec l'équipe espagnole de l'Unicaja Málaga.
Le 13 avril 2023, il signe une extension de contrat avec Málaga.

## Palmarès

### Universitaire
- Pac-12 All-Freshman Team en 2012

### Professionnel
- Vainqueur de la Supercoupe d'Espagne 2024
- Vainqueur de la Coupe intercontinentale 2024
- Joueur le plus efficace de BBL en 2021
- Meilleur rebondeur de BBL en 2021

## Statistiques

### Universitaires
Les statistiques de David Kravish en matchs universitaires sont les suivantes :
| Saison    | Équipe     | Matchs | Titul. | Min./m | % Tir | % 3pts | % LF | Rbds/m. | Pass/m. | Int/m. | Ctr/m. | Pts/m. |
| --------- | ---------- | ------ | ------ | ------ | ----- | ------ | ---- | ------- | ------- | ------ | ------ | ------ |
| 2011-2012 | Californie | 34     | 25     | 24,5   | 59,4  | 0,0    | 69,1 | 5,59    | 0,53    | 0,29   | 1,21   | 6,88   |
| 2012-2013 | Californie | 33     | 33     | 30,7   | 49,8  | 0,0    | 69,0 | 6,94    | 1,00    | 0,79   | 1,70   | 7,91   |
| 2013-2014 | Californie | 35     | 35     | 32,2   | 54,3  | 28,6   | 74,1 | 7,66    | 1,09    | 0,60   | 2,09   | 11,37  |
| 2014-2015 | Californie | 33     | 33     | 29,5   | 47,8  | 28,6   | 72,6 | 6,97    | 1,15    | 0,39   | 1,48   | 11,30  |
| Carrière  | Carrière   | 135    | 126    | 29,2   | 52,0  | 27,3   | 71,4 | 6,79    | 0,94    | 0,52   | 1,62   | 9,38   |